# Rogowiec wapienny
Rogowiec wapienny, rogowiec zwapniały (Macoma calcarea) – gatunek małża z rodziny rogowcowatych (Tellinidae). Występuje w północnym Atlantyku i morzach do niego przylegających, w tym w najgłębszych wodach Morza Bałtyckiego. Połówki muszli niemal symetryczne, białawe, matowe. Długość do 40 mm. Żyje głęboko zakopany w podłożu. Żywi się detrytusem, który pobiera z dna za pomocą bardzo długiego syfonu wpustowego. Muszle rogowca wapiennego są rzadko spotykane na bałtyckich plażach, w przeciwieństwie do muszli żyjącego bliżej brzegu rogowca bałtyckiego (Macoma balthica). Muszle r. wapiennego są bardziej wydłużone i spłaszczone.